# 오시오스 루카스
오시오스 루카스(그리스어: Ὅσιος Λουκᾶς) 또는 성 루카스 수도원(그리스어: Μονή Οσίου Λουκά)은 그리스 보이오티아 디스토모 마을 근처에 위치한 그리스 정교회 수도원이다. 10세기 중반에 건립된 성 루카스 수도원은 중기 비잔티움 건축과 예술의 가장 중요한 기념물 중 하나이며, 신 수도원과 다프니 수도원과 함께 1990년부터 유네스코 세계 유산에 등재되었다.

## 역사
오시오스 루카스 수도원은 엘리코나스산의 비탈에 있는 경치 좋은 곳에 위치해 있다. 성 루카스 수도원은 10세기에 스테이리의 은수자 성 루카스가 설립했으며, 그의 성유물은 오늘날까지 이 수도원에 보관되어 있다. 953년 2월 7일에 사망한 은수자 성 루카스는 로마노스 황제가 크레타섬을 정복할 것이라고 예언한 것으로 유명하다. 그가 당시의 황제인 로마노스 1세를 언급한 것인지는 불확실하다. 하지만 크레타섬은 실제로 로마노스 2세 치하의 니케포로스 포카스에 의해 수복되었다. 수도원의 테오토코스(파나기아) 교회가 세워진 것은 후자의 통치 동안(959-963)이었다고 여겨진다.
11세기 후반에 현지의 양치기인 성 니콜라오스 순례자는 그의 비정상적인 행동으로 인해 추방될 때까지 얼마 동안 이 수도원에서 살았다. 1206년 라틴 제국 치하에서 교황특사 포르토의 베네딕토는 오시오스 루카스 수도원을 성묘의 수사신부회에게 주었다.

## 갤러리

오시오스 루카스
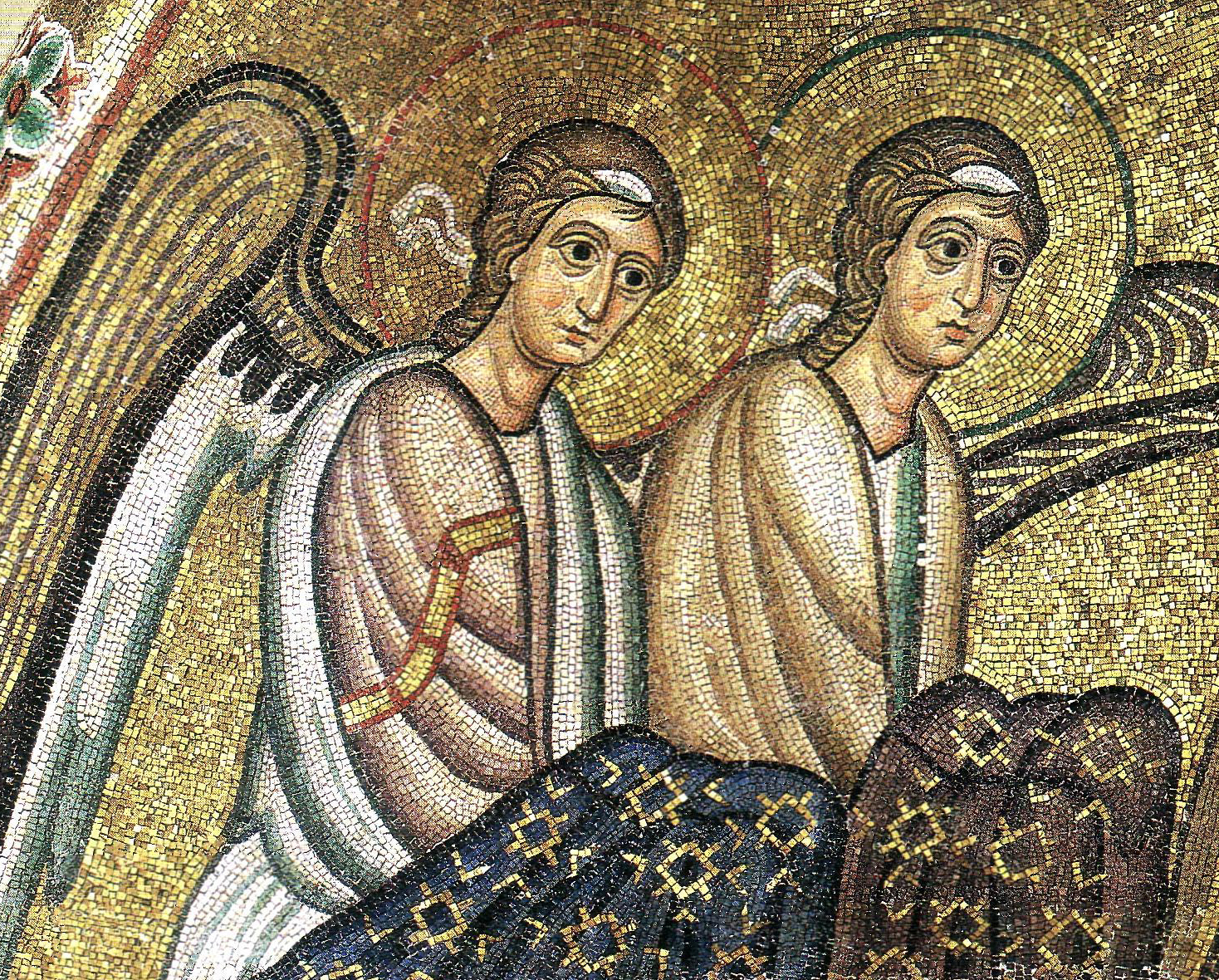
천사들의 행렬이 있는 내부 모자이크
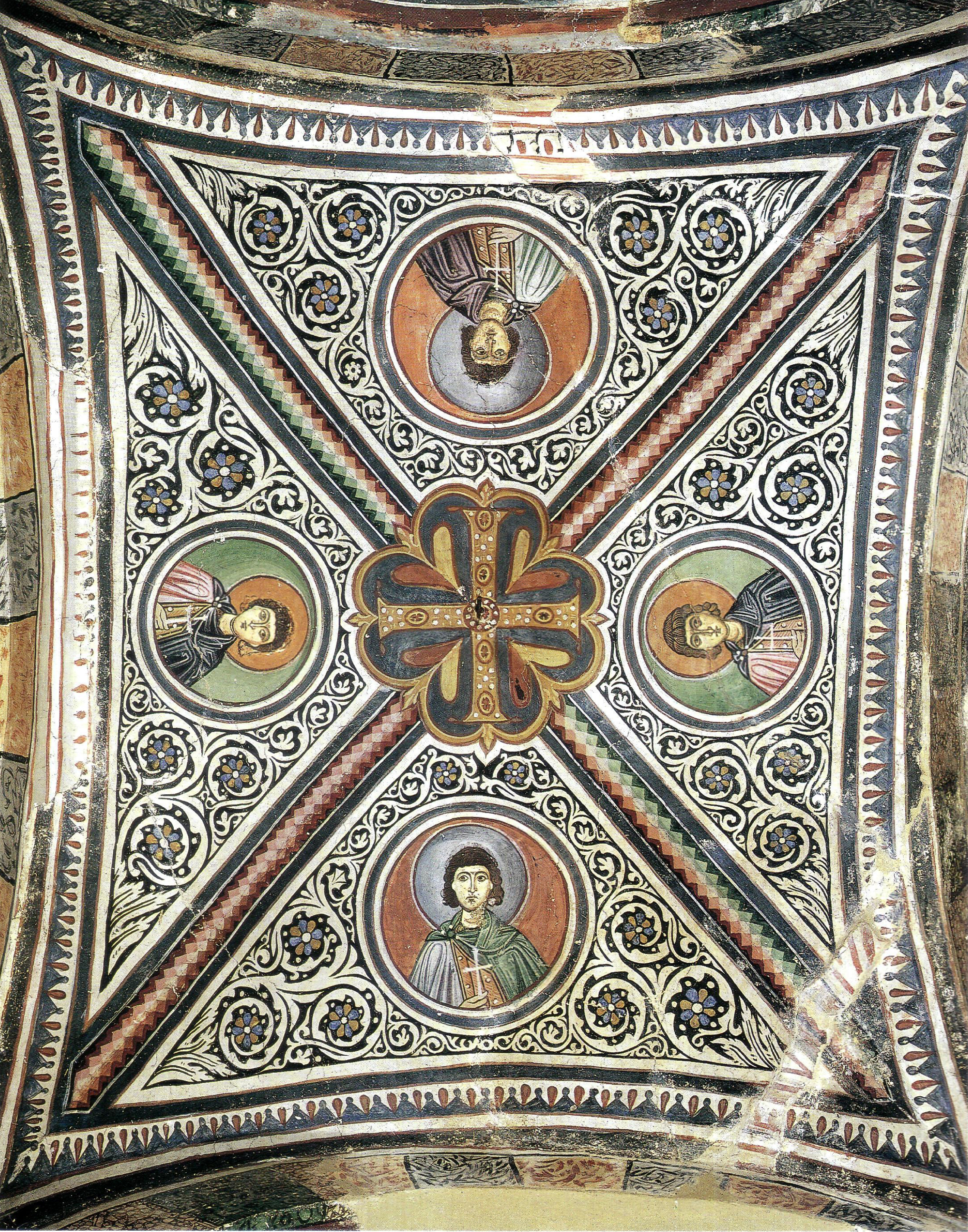
순교자를 묘사한 내부 프레스코화
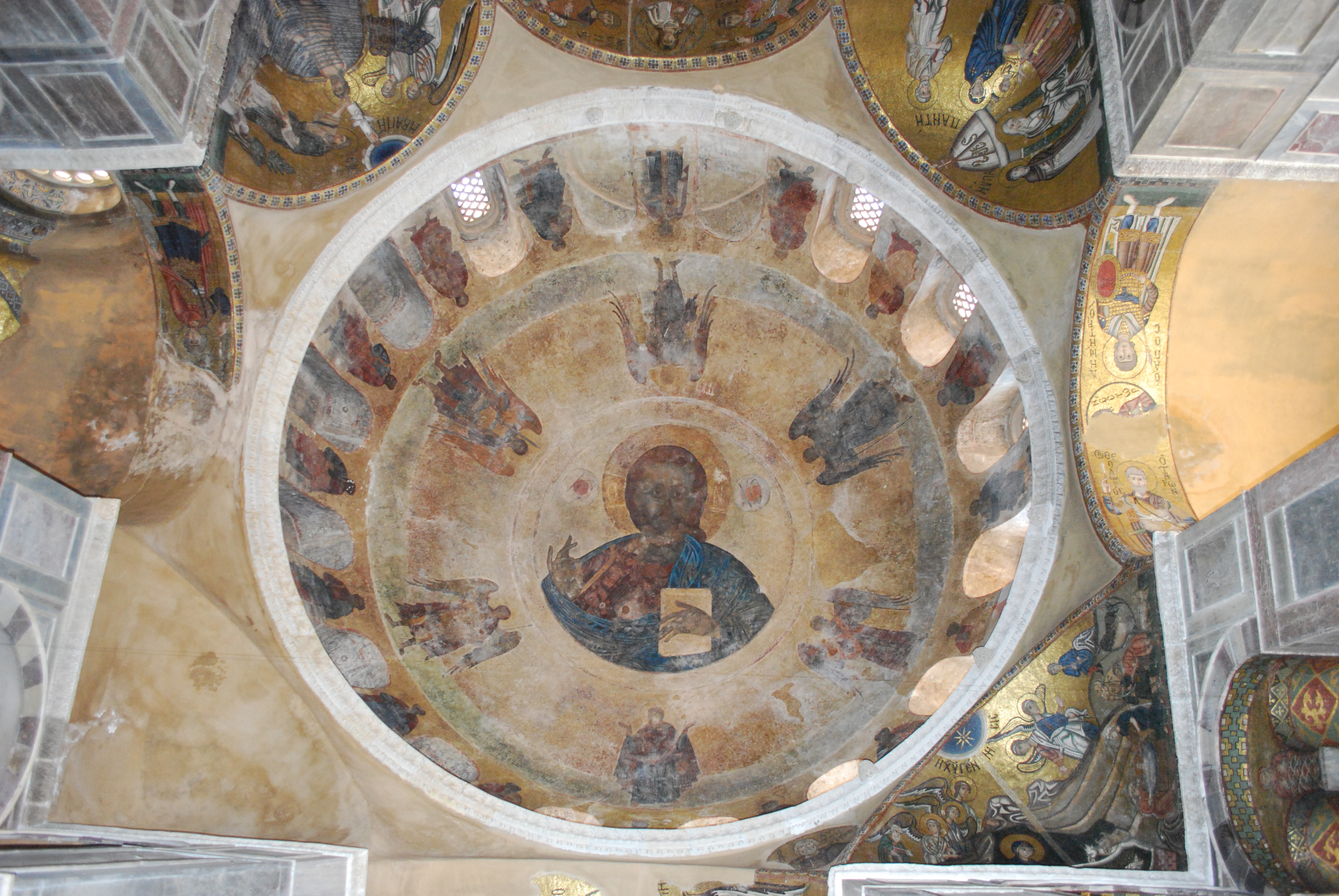
돔의 전경
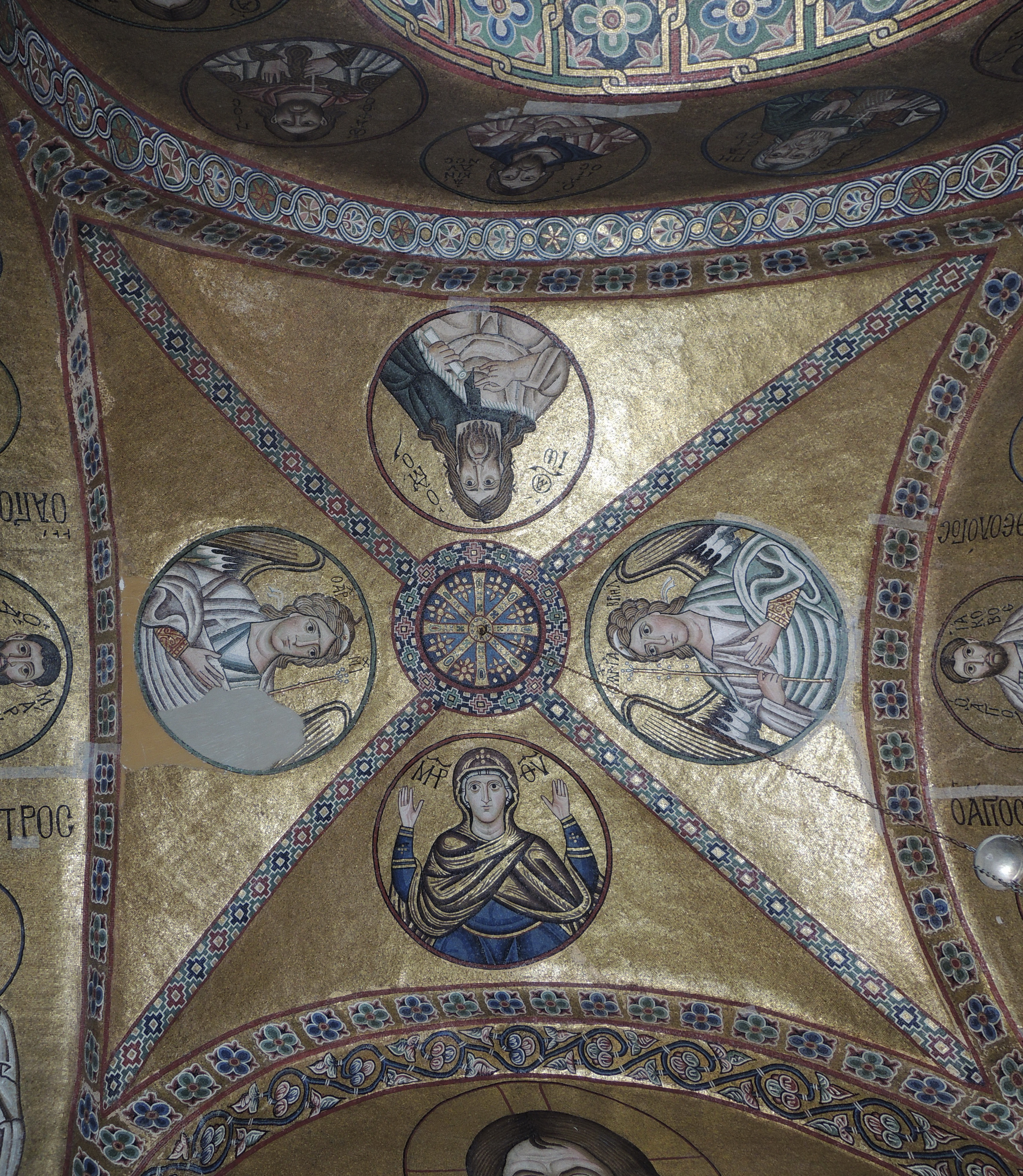
시계방향으로: 성 요한, 대천사 가브리엘, 성모 마리아, 대천사 미카엘 (전정 모자이크)
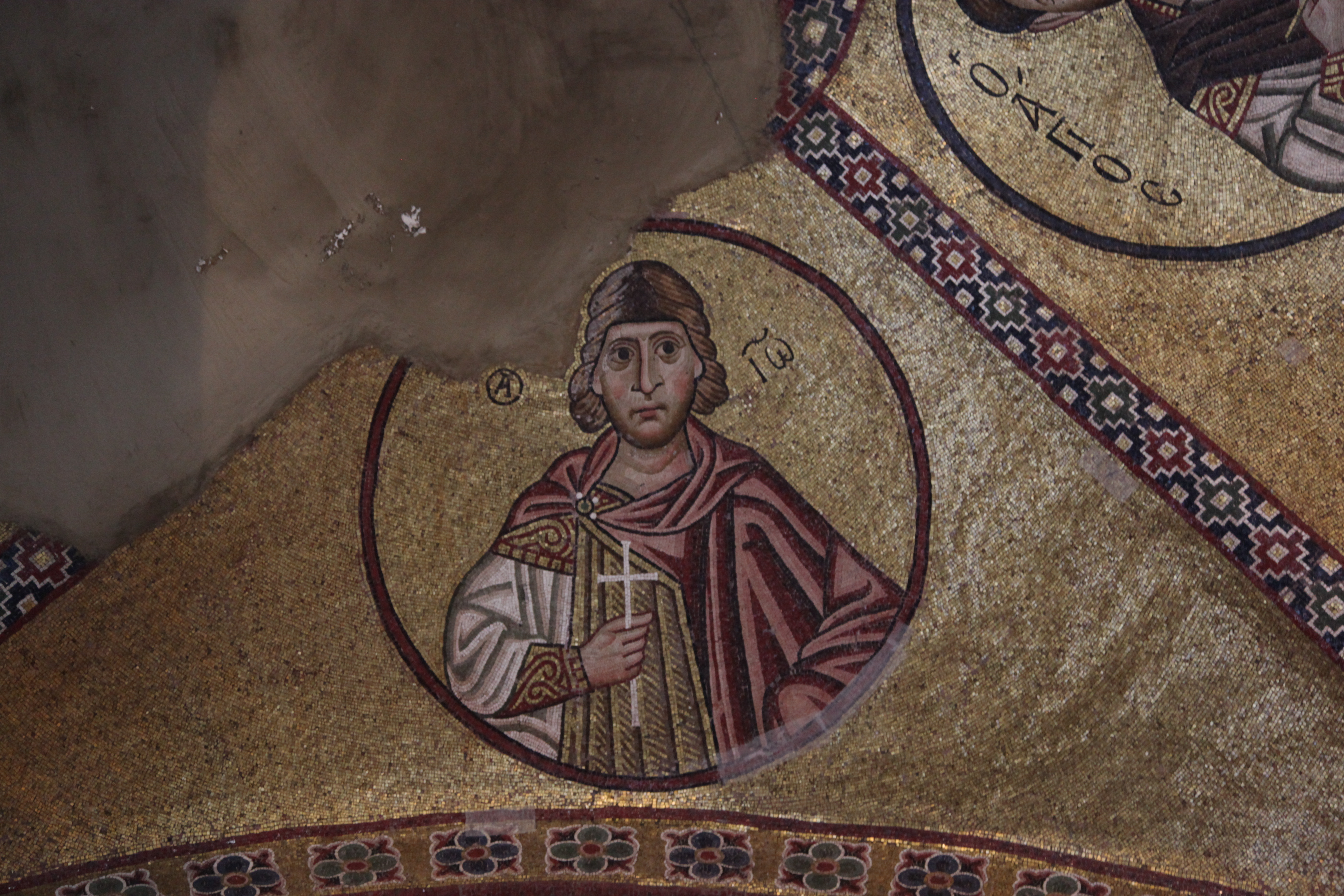
성 요한
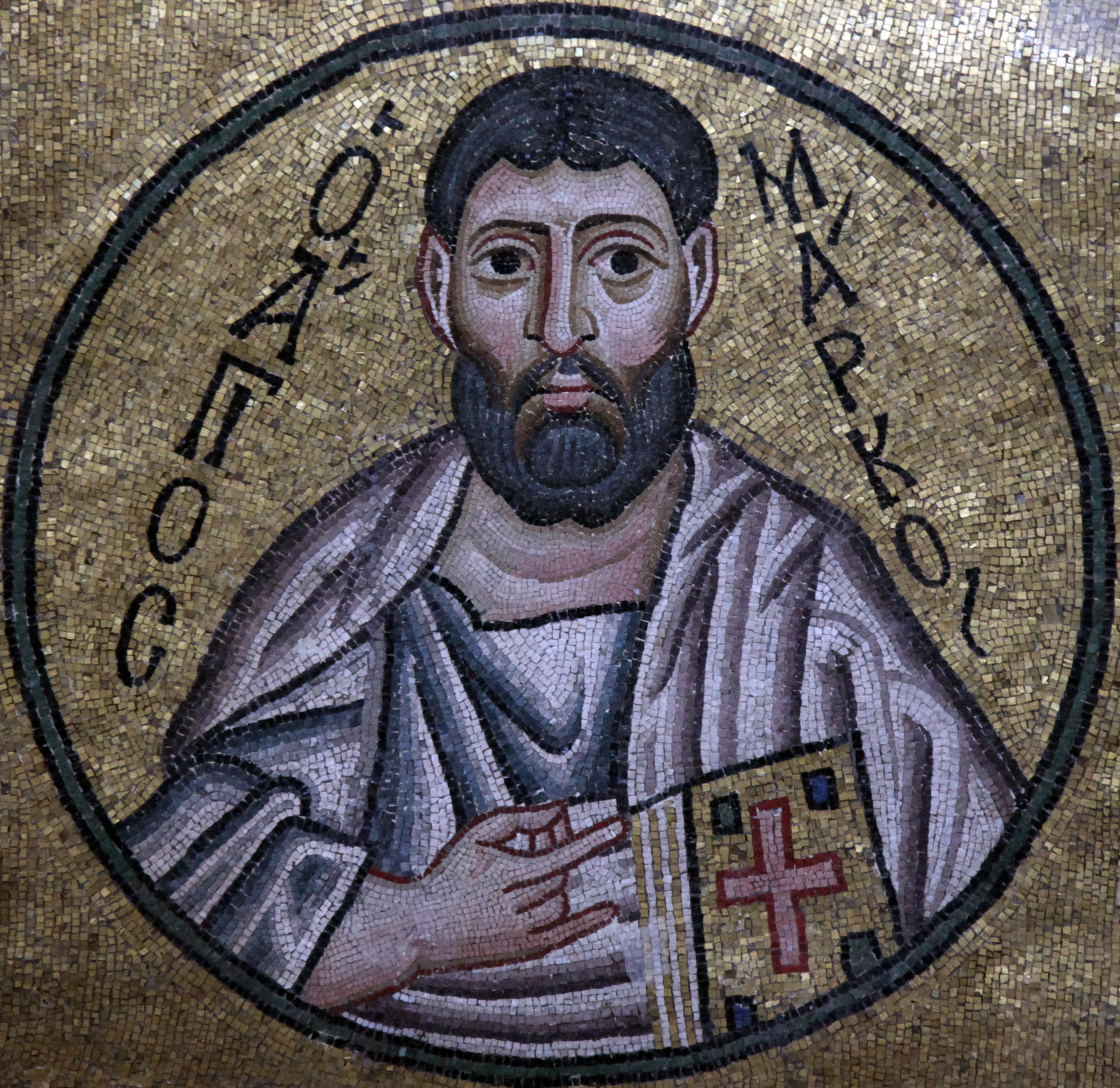
상 마르코
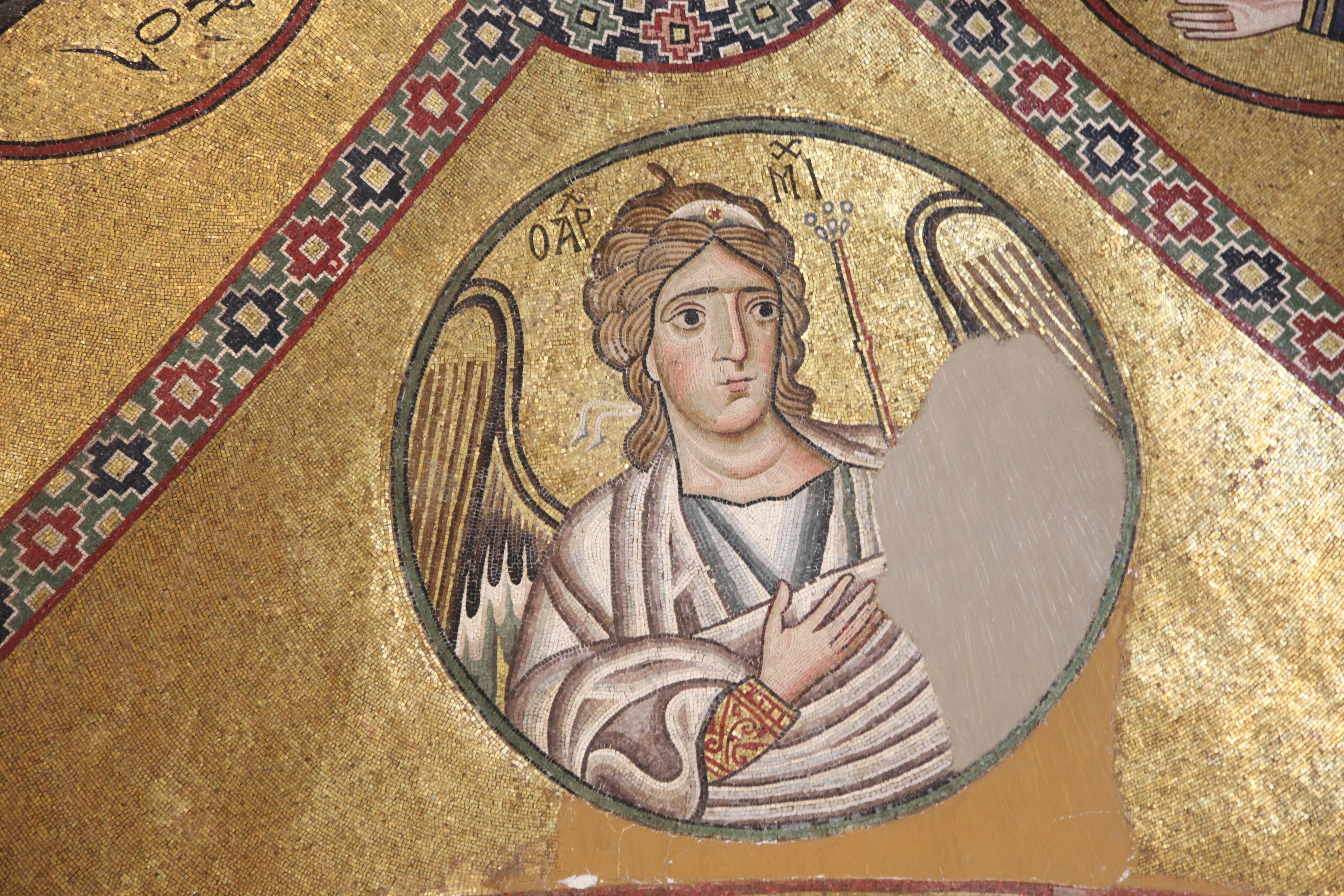
성 미카엘
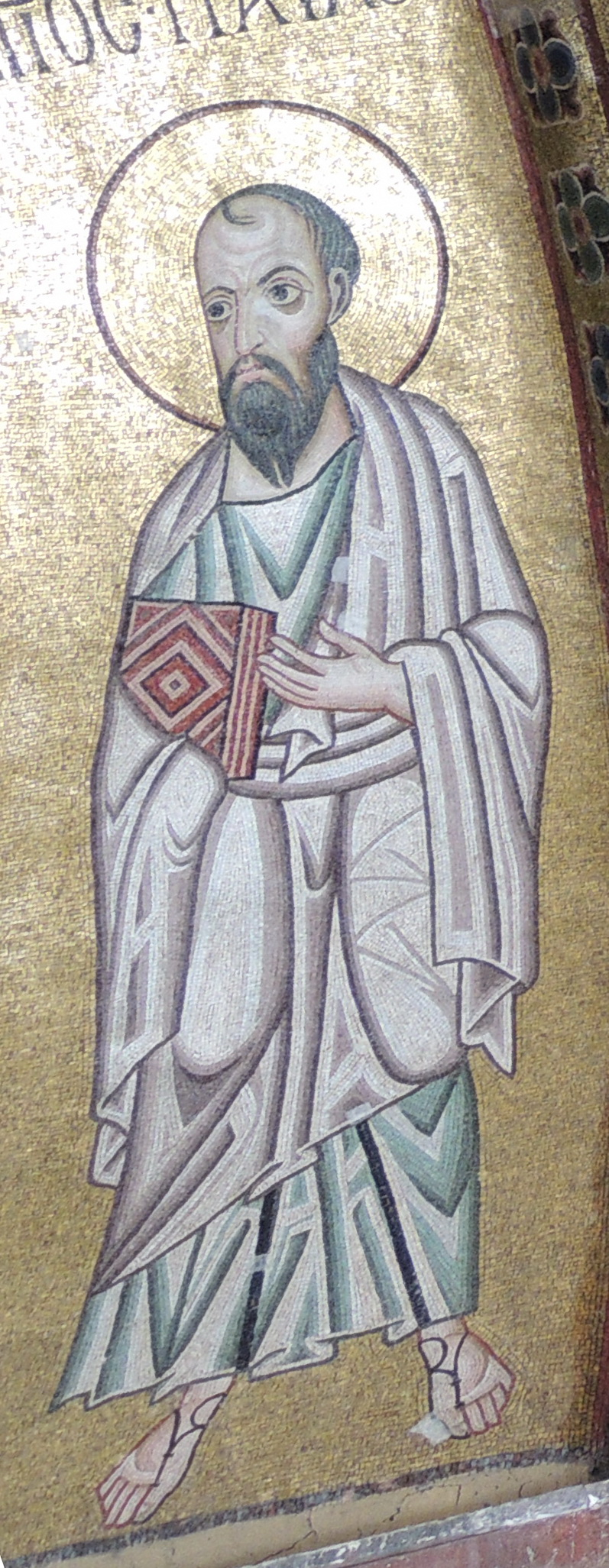
성 바울로
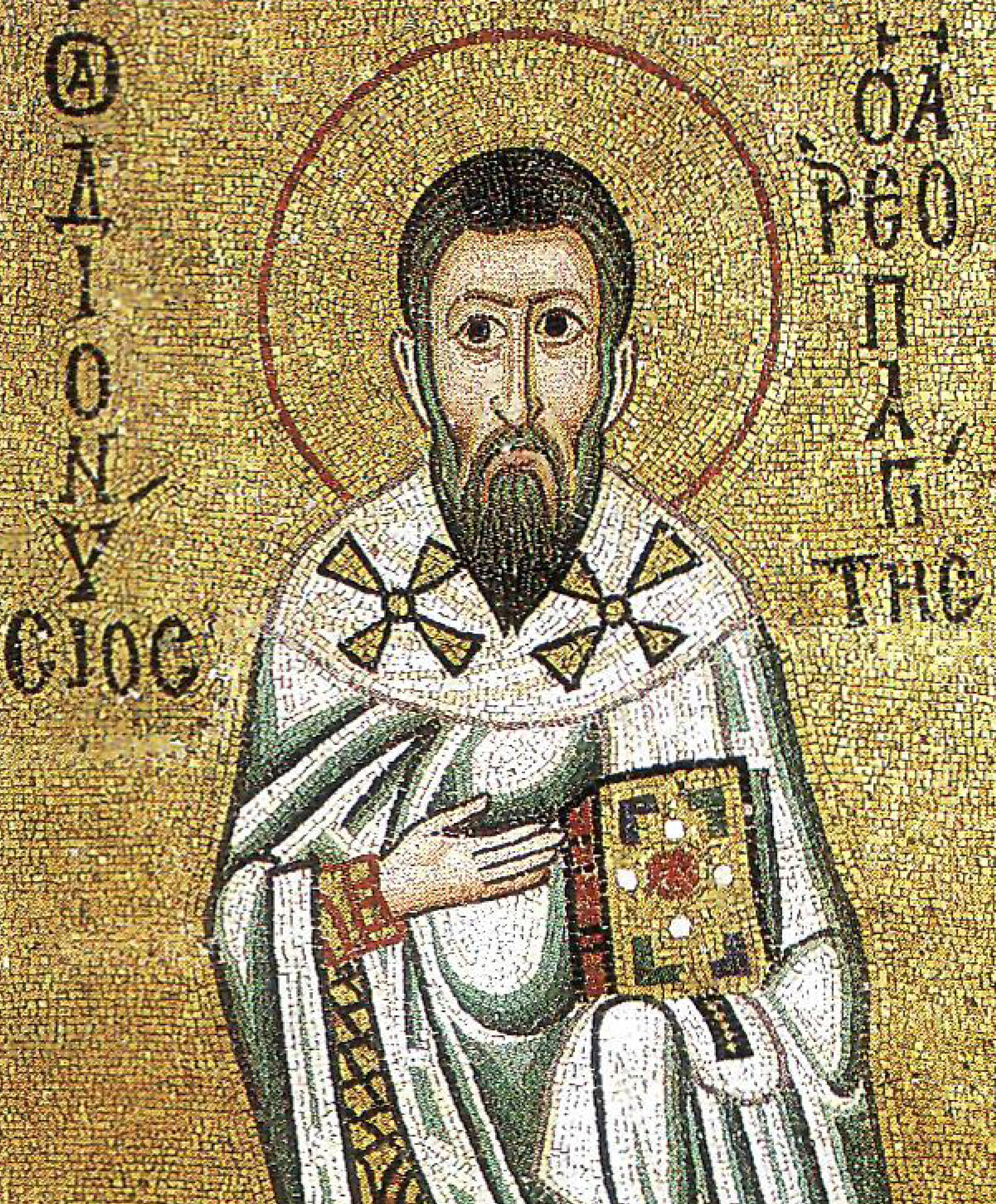
아레오파고의 디오니시오
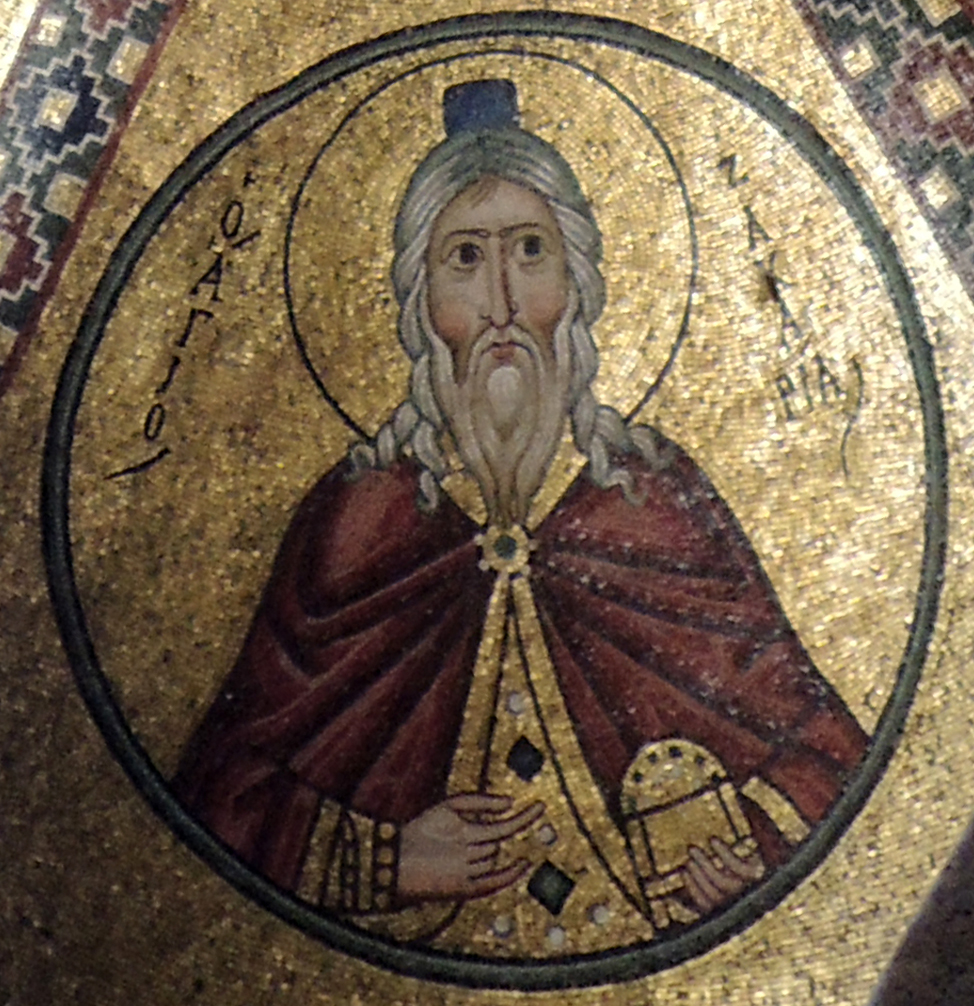
자카리아스
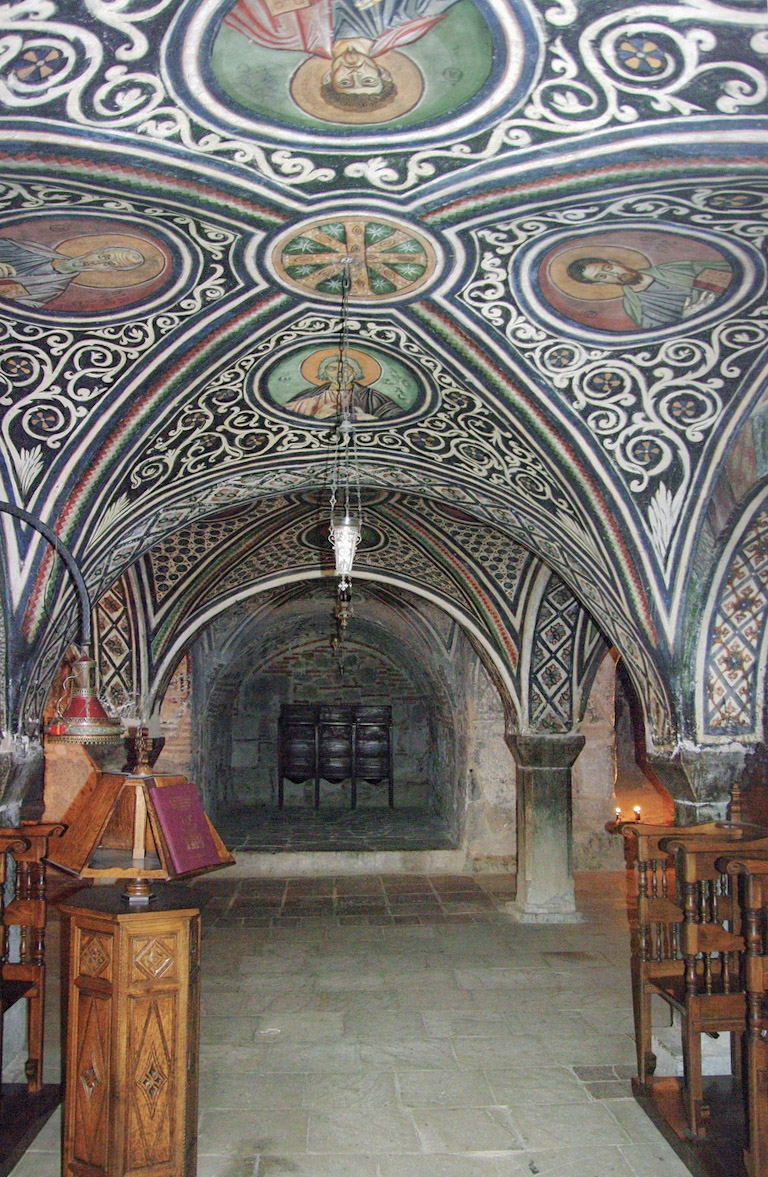
하부 교회의 전경 (크립티)
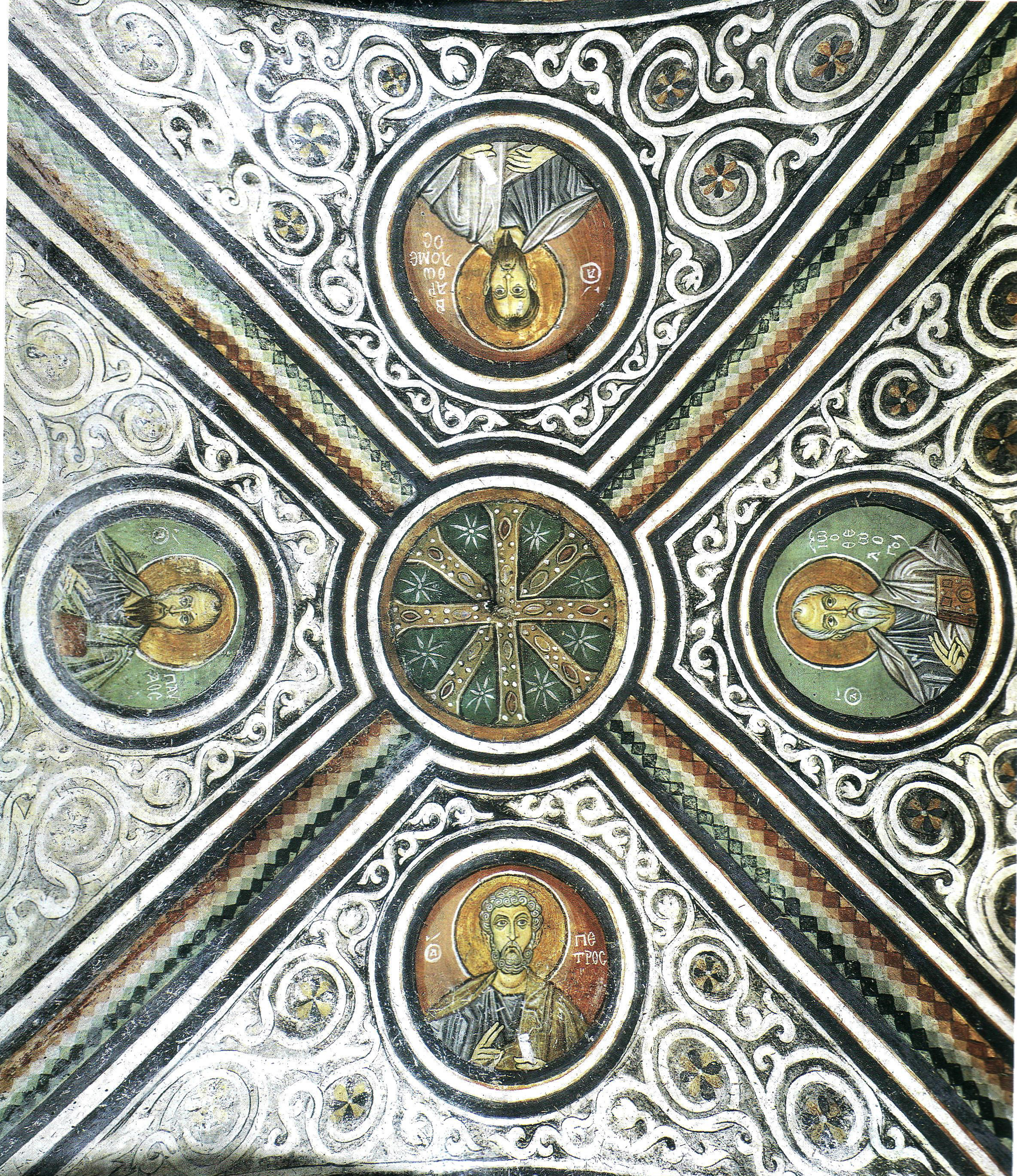
시계방향으로: 성 바르톨로메오, 성 요한 신학자, 성 베드로, 성 바울로 (크립티 프레스코화)
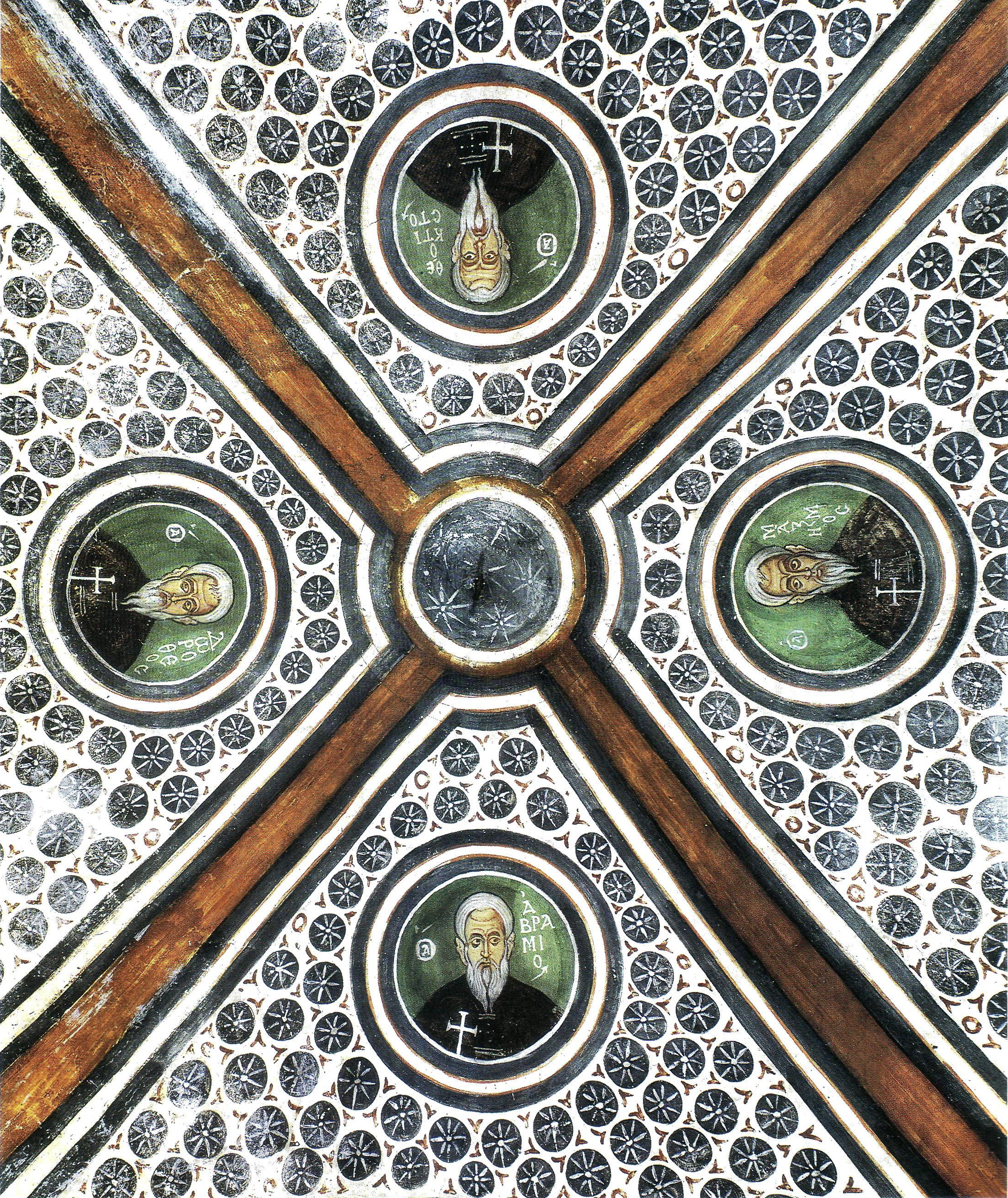
시계방향으로: 성 테오크리스토스, 성 막시모스, 성 아브라미오스, 성 도로테오스
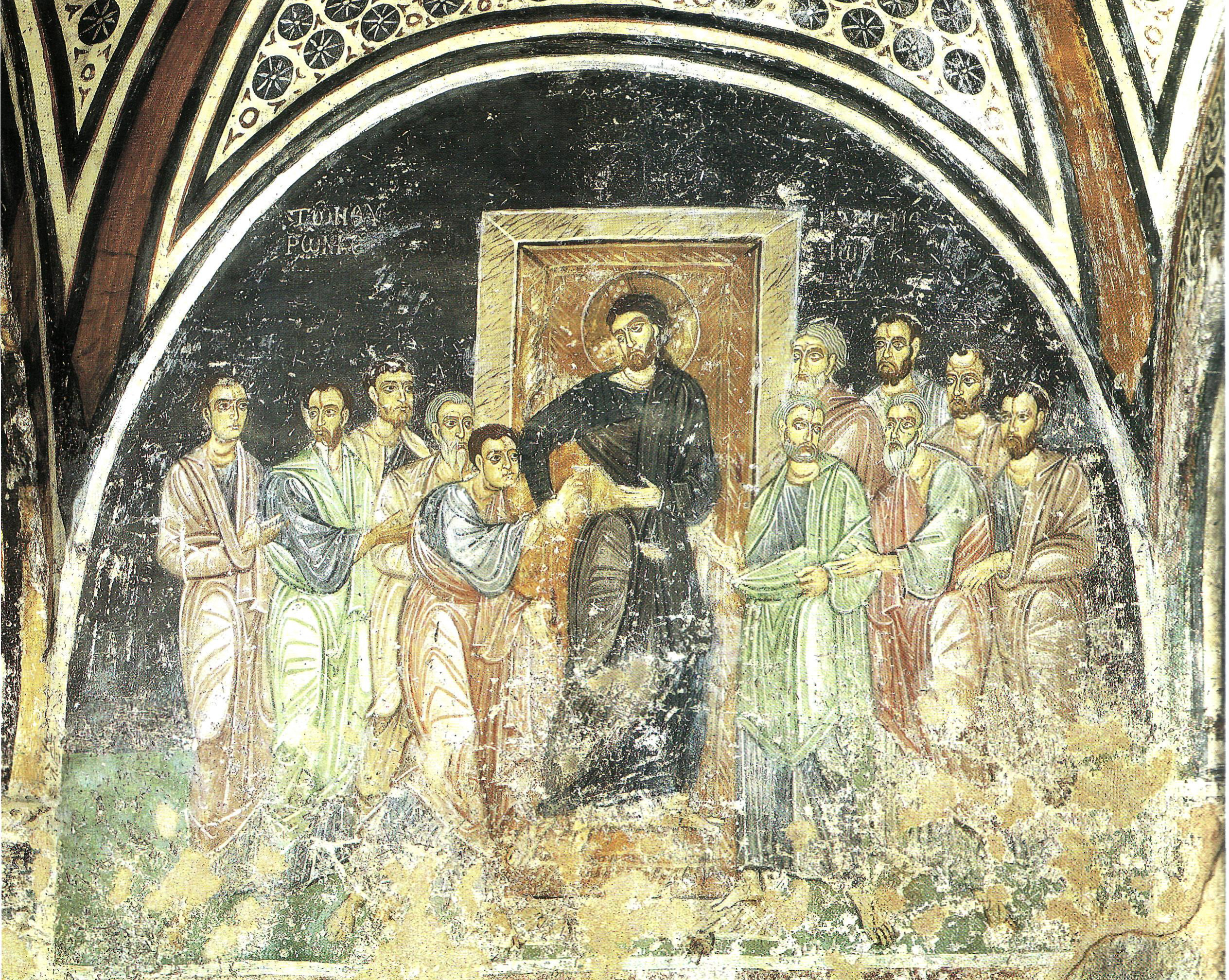
토마의 만짐/안티파스카 (크립티 프레스코화)
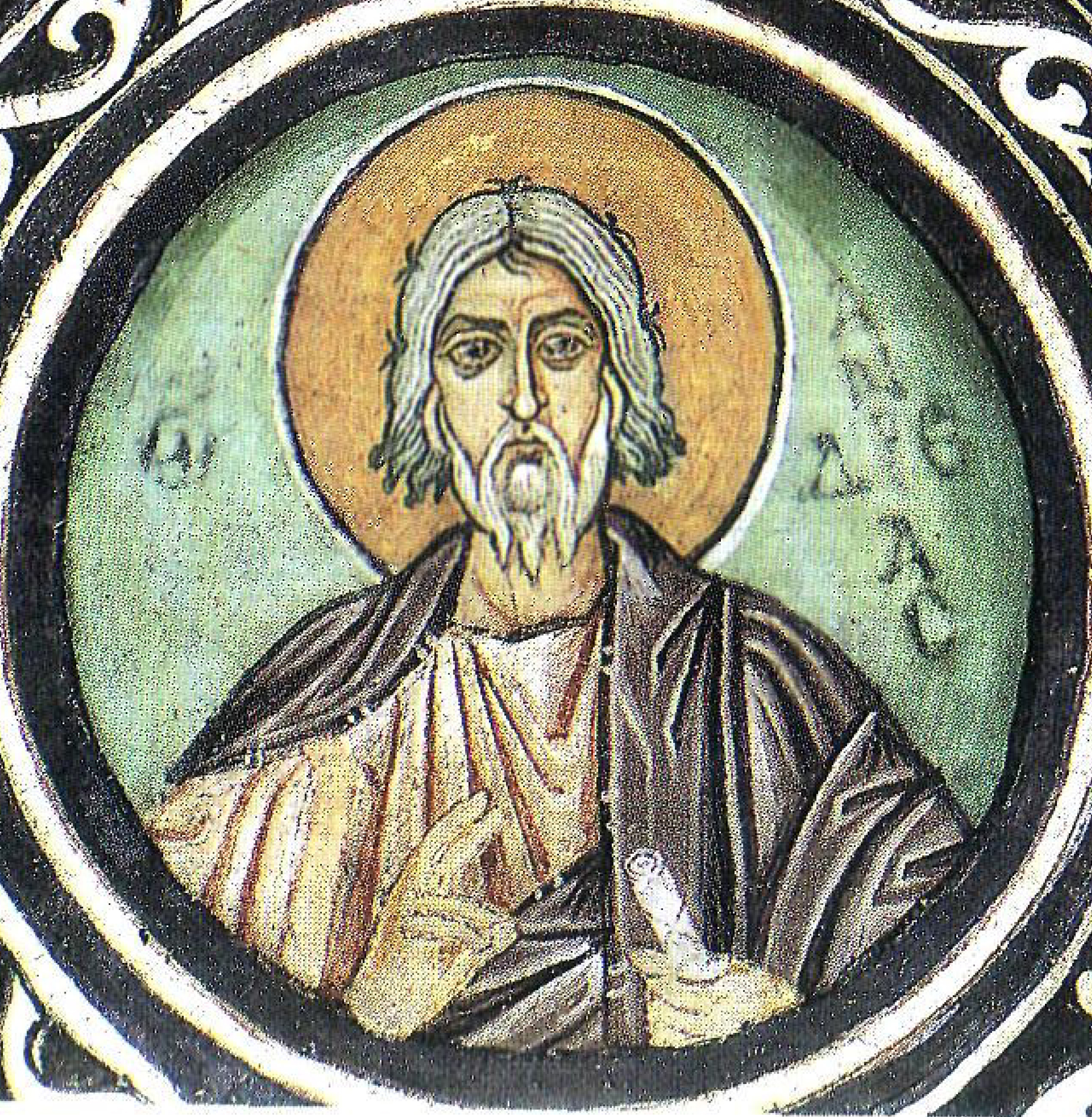
성 안드레아
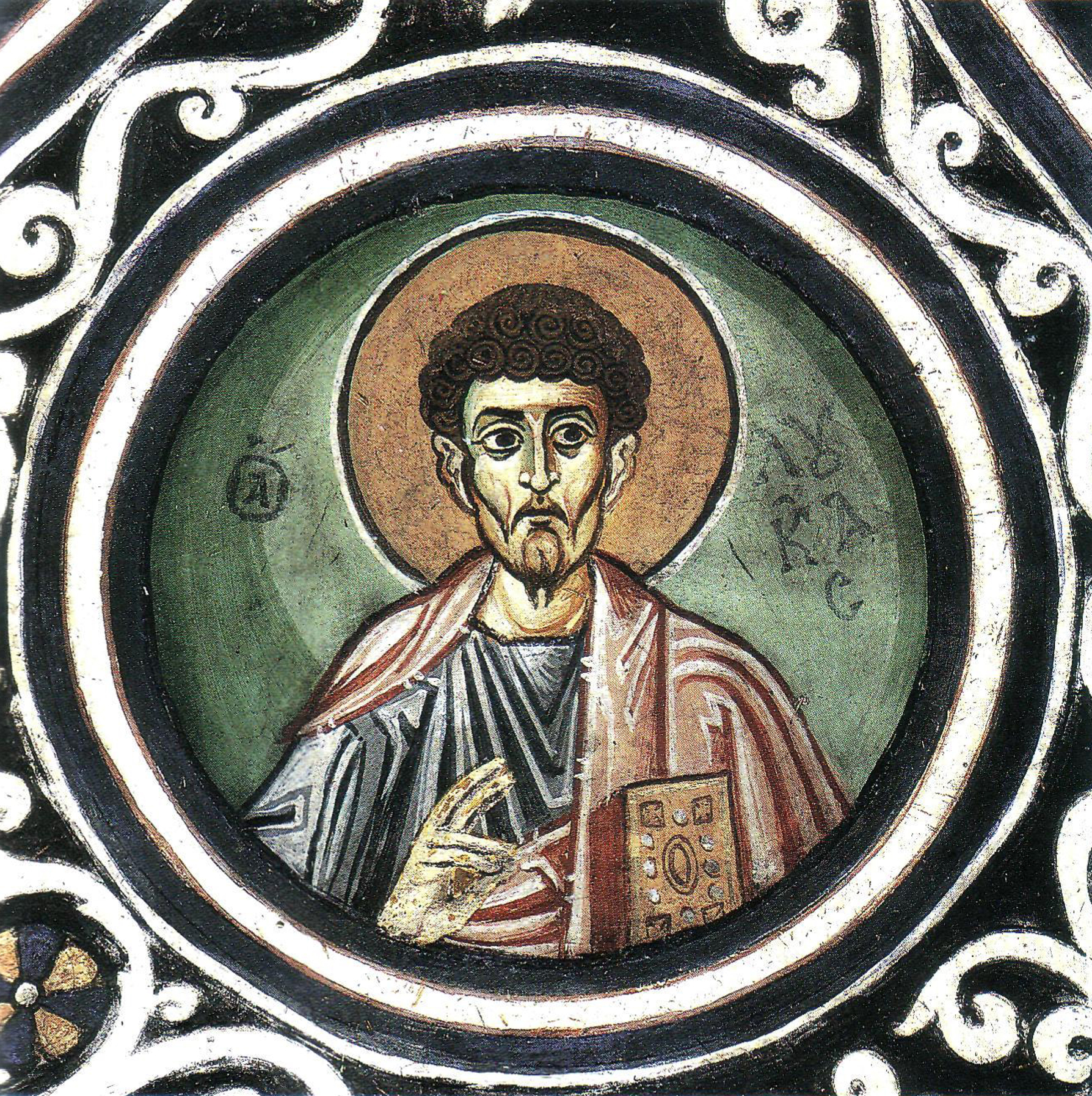
성 루가

- 시계방향으로: 

성 요한, 대천사 가브리엘, 성모 마리아, 대천사 미카엘

(전정 모자이크)
- 성 요한
- 상 마르코
- 성 미카엘
- 성 바울로
- 아레오파고의 디오니시오
- 자카리아스
- 하부 교회의 전경 (크립티)
- 시계방향으로: 

성 바르톨로메오, 성 요한 신학자, 성 베드로, 성 바울로  (크립티 프레스코화)
- 시계방향으로: 

성 테오크리스토스, 성 막시모스, 성 아브라미오스, 성 도로테오스
- 토마의 만짐/안티파스카

(크립티 프레스코화)
- 성 안드레아
- 성 루가

## 같이 보기
- 마케도니아 왕조 시기 미술
- 로마와 비잔티움의 돔 역사